# Playa Pocitas
Der Playa Pocitas (von spanisch pocita ‚Becken‘) ist ein Strand im Norden der Livingston-Insel im Archipel der Südlichen Shetlandinseln. Auf der Westseite des Kap Shirreff liegt er ostnordöstlich des Playa Angosta.
Wissenschaftler der 45. Chilenischen Antarktisexpedition (1990–1991) benannten ihn. Namensgebend sind hier befindliche und gern von jungen See-Elefanten aufgesuchte Wassertümpel. 